# Verchni Tagil
Verchni Tagil (Russisch: Верхний Тагил; "boven de Tagil") is een Russische stad onder districtsjurisdictie van de stad Kirovgrad. Het ligt op de oostelijke hellingen van de Centrale Oeral aan de bovenloop van de rivier de Tagil (zijrivier van de Tobol, stroomgebied van de Ob) op 111 kilometer ten noordwesten van Jekaterinenburg en 59 kilometer ten zuiden van Nizjni Tagil.

## Geschiedenis
Verchni Tagil ontstond als een nederzetting rond de ijzergieterij en ijzerwerken van Verchni Tagil in 1716 onder leiding van de Demidovs. Deze fabriek begon met haar productie in 1718 en werd weer gesloten na 1917. In 1966 verkreeg Verchni Tagil de status van stad.

## Economie
De stad heeft een bouwmaterialencombinatie, een meubelfabriek en een waterkrachtcentrale (Verchnetagilskaja GRES).
| Bevolkingsontwikkeling tussen 1897 en 2002 |
| ------------------------------------------ |
|                                            |